# Ferdinand Wolf
Ferdinand Wolf (né le 8 décembre 1796 à Vienne; † 18 février 1866 à Vienne) est un romaniste autrichien.

## Biographie
Wolf a étudié la philosophie et le droit à l'Université de Graz puis retourna dans sa ville natale, pour étudier l'histoire de la littérature à l'université. Ayant réussi ses examens, il fut embauché en 1819 comme  archiviste à la Bibliothèque impériale dont il devint plus tard le conservateur. Son fils Adolf prit plus tard sa succession à ce poste. 
En 1847, Wolf joua un rôle décisif dans la création de l'Académie des sciences de Vienne et il en devint le secrétaire. Peu après son 69e anniversaire, le 18 février 1866, Ferdinand Wolf mourut à Vienne. 

## Écrits
- Über die neuesten Leistungen der Franzosen für die Herausgabe ihrer National-Heldengedichte. Vienne 1833.
- Floresta de rimas modernas castellanas. 2 vol. Paris 1837.
- Über die Lais, Sequenzen und Leiche. Heidelberg 1841.
- Rosa de romances. Leipzig 1846 (3e partie du Romancero de Georg Bernhard Depping).
- Über eine Sammlung spanischer Romanzen in fliegenden Blättern auf der Universitätsbibliothek zu Prag. Vienne 1850.
- Studien zur Geschichte der spanischen und portugiesischen Nationalliteratur. Berlin 1859.
- Dom Antonio José da Silva, der Verfasser der sogenannten „Opern des Juden“ (Operas do Judeu). Gerold, Vienne (1860).
- Le Brésil littéraire. Histoire de la littérature brésilienne. Asher, Berlin 1863
- Blütenlese aus der Gelehrtenkorrespondenz. Édité par son fils Adolf Wolf.

En tant qu'éditeur :
- (en coll. avec Stephan Ladislaus Endlicher) Die Sage vom Bruder Rausch. Vienne 1835.
- (en coll. avec Konrad Hofmann) Primavera y flor de romances. 2 Bände. Berlin 1856.
- Jahrbücher der Literatur. paru en plusieurs livraisons : 
  - Beiträge zur Geschichte der kastilischen Nationalliteratur. Vienne 1832.
  - Über altfranzösische Romanzen und Hofpoesie. Vienne 1834.
  - Über die Romanzenpoesie der Spanier. Vienne 1847.
- (en coll. avec Adolf Ebert) Jahrbuch für romanische und englische Literatur.

En tant que traducteur
- George Ticknor, Geschichte der spanischen Literatur (« Histoire de la littérature espagnole »). Leipzig 1865. Un supplément posthume a été publié en 1867.

## Voir également
- (de) « Publications de et sur Ferdinand Wolf », dans le catalogue en ligne de la Bibliothèque nationale allemande (DNB).Notices d'autorité :   - VIAF
  - ISNI
  - BnF (données)
  - IdRef
  - LCCN
  - GND
  - CiNii
  - Espagne
  - Pays-Bas
  - Pologne
  - Israël
  - NUKAT
  - Catalogne
  - Vatican
  - Tchéquie
  - Portugal
  - Grèce
  - WorldCat